# Gurania trialata
Gurania trialata är en gurkväxtart som beskrevs av Célestin Alfred Cogniaux. Gurania trialata ingår i släktet Gurania och familjen gurkväxter. Inga underarter finns listade i Catalogue of Life.